# Cristina de Stommeln
Cristina de Stommeln   (Stommeln, 24 de juliol de 1242 (Gregorià) - Stommeln, 6 de novembre de 1312 (Gregorià)), també coneguda com a Cristina Bruso o Cristina Bruzo és una beata de l'església catòlica.
Es creu que va néixer el 24 de juliol de 1242 de pares grangers Heinrich i Hilla Bruso al poble de Stumbeln (ara Stommeln) al nord-oest de Colònia, Alemanya. Als cinc anys va començar a tenir visions místiques de Crist, aquestes visions van continuar durant la seva infantesa. Als dotze anys, els seus pares van voler-la casar, però es va escapar cap al convent dels Beguines a Colònia. Allà va portar una vida de severa penitència i oració. Als quinze anys van començar a mostrar-se els estigmes a les mans, peus i cap. Aquestes estigmes combinades amb altres experiències místiques van convèncer la seva comunitat que estava boja va ser menyspreada i va tornar cap a casa el 1267.
A la seva tornada, el capellà de l'església parroquial de nom Johannes va acollir-la a casa. Allà va conèixer a Pere de Dàcia, un dominic de Gotland que estava de camí a Colònia per ser alumne de Sant Albert el Gran. Van coincidir vàries vegades en els diversos viatges d'aquest entre Colònia i París. Després de la mort de Pere al 1288, Cristina ja no va tenir més experiències místiques.
Va ingressar en un convent proper on va viure fins a la seva mort, el 6 de novembre de 1312 als 70 anys. Primer el seu cos va ser enterrat al cementeri de l'església de Stommeln, des de llavors les seves restes s'han mogut diverses vegades: primer dins de l'església, al 1342 a Nideggen i finalment al 1569 a una església de Jülich, Alemanya on hi té un monument.
El Papa Pius X la va beatificar el 8 de novembre de 1908 i la seva festivitat és el dia de la seva mort.